# إصحاح (مسيحية)
الإصحاح هو جزء من الكتاب المقدس (التوراة أو الإنجيل) أو أحد تقسيماته، بمعنى الفصل، وهو دون السِّفر وفوق الفصل، بحيث يتكون السفر من عدّة إصحاحات، والإصحاح يتكون من عدة آيات قد تقل وقد تكثر. تحتوي بعض الأسفار على إصحاحات كثيرة مثل سفر التكوين، أو قليلة جداً قد تصل إلى إصحاح واحد مثل رسالة يهوذا الرسول ورسالة يوحنا الثالثة.